# 维纳斯·威廉姆斯
维纳斯·厄布里·斯塔爾·威廉姆斯（英語：Venus Ebony Starr Williams，1980年6月17日—，暱稱“大威”，美國女子網球運動員，單打最高世界排名第一，七座大滿貫得主。
儘管和妹妹的對戰紀錄落居下風，大威當過女单世界第一，拿過23個大满贯冠軍（女單7個、女雙14個、混雙2個）和2008年WTA年终总决赛冠军，並5次進軍奧運，掃下4金1銀（女單1金、女雙3金、混雙1銀。其中2000年雪梨奥运，首度參加奧運的大威更成為单打双打金牌双料得主）。生涯於2021年溫布頓錦標賽達成第90次大滿貫參賽，是公開賽時代參加最多次大滿貫比賽的選手。
相對於妹妹小威，大威擊球偏平擊而非上旋，也因此其發球速度更快，多年位居女子網球發球速度紀錄保持者。抽球風格以進攻為主而非防守，更具侵略性但失誤也較多。這樣的球風讓大威廉絲在草地赛事中的表現尤其優異，被稱作“草地女皇”，曾在2000年至2009年，10年之內打入8次溫布頓錦標賽女單決賽，並5度捧起玫瑰露水盤（Venus Rosewater Dish，溫網女單冠軍獎盤）。

## 網球生涯

### 1997年

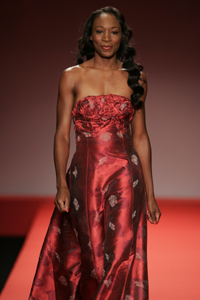
维纳斯·威廉姆斯

大威以非種子球手身份首度出戰美網就打入了決賽，但被時任世界第一的天才少女球員的辛吉絲直落兩盤擊敗。

### 1998年
參與俄克拉何馬城網賽，首奪WTA女單和女雙的錦標。
在大滿貫賽事表現突出，在4大滿貫的女單賽事都打入8強，也贏得澳網和法網的混雙冠軍。

### 1999年
全年共獲得6項女單冠軍。在女雙方面，與妹妹塞雷娜·威廉姆斯合作，贏得法網和美網冠軍。

### 2000年
在下半季先後奪得溫網、美網和雪梨奧運冠軍，造就她連奪6項單打錦標，創下35連勝。其中在溫網和雪梨奧運更同時奪得女雙冠軍。

### 2001年
在溫網和美網成功衛冕。在女雙方面，與妹妹合作，贏得澳網冠軍，完成了女雙職業大滿貫。

### 2002年
首度登上世界排名第一。也創下個人最高的年終排名(第2名)。她在1年之內奪得7項錦標，在紐黑文公開賽實現了4連霸。另外，她在法網、溫網和美網都打入決賽，但都敗於妹妹。

### 2003年
大威首度打入澳網決賽，連續4年打入溫網決賽，但再次敗於妹妹。由于腹部受伤未参加温网后半场比赛。

### 2004年
大威在泥地賽表現不俗，奪得兩項泥地錦標，在法網打入了8強，但她首度未能在美網打入4強。

### 2005年
大威6年之內5度打入溫網決賽，在決賽救下賽點逆轉黛文波特，再度奪得溫網冠軍。

### 2006年
大威在傷患的影響下，全年只參加6項比賽但未有打入決賽，年終排名更跌出頭十。

### 2007年
大威以23號種子、世界排名31位的身份，奪下第4座溫網冠軍。

### 2008年
大威以不失一盤的姿態衛冕溫網冠軍，年底以全勝姿態首奪WTA巡迴賽總決賽冠軍。

### 2009年
大威再度打入了溫網和WTA巡迴賽總決賽的決賽，但這2個賽事的衛冕大業都被小威擊敗。儘管如此，這對威廉絲姊妹花，還是在女雙輕易橫掃三項大滿貫賽。

### 2010年
大威完成了女雙的跨年度大滿貫，登上女雙世界第一。在女單方面，她一度重返世界排名第2，與小威包辦世界頭兩位。她全年表現穩定，除了在法網16強出局，在其他賽事至少打入了八強。

### 2011年
由於傷勢過重在澳網第三輪比賽中退賽，也使自己保持的257場大滿貫比賽不退賽的記錄破滅。
溫網第二輪，大威與40歲的伊達公子上演了一場經典對決，並笑到了最後。
美網第二輪前，大威又意外地宣佈因為乾燥症而選擇退出。

### 2012年
和妹妹攜手拿下溫網和奧運的雙打冠軍，又在年底的最後一站WTA巡迴賽盧森堡的比賽中拿下職業生涯的第44個冠軍。

### 2014年
持外卡參賽的大威以6-3、6-0橫掃法國黑馬科內特，豪取在迪拜站的15連勝，繼2009和2010年後第三次奪冠，打破了自2012年10月盧森堡賽以來16個月的冠軍荒。同時這也是大威職業生涯收穫的第45個單打冠軍頭銜。

### 2015年
收穫奧克蘭、武漢、珠海三座冠軍，溫網和美網皆闖入八強但輸給妹妹，年終排名抵達世界第7，自2011年後再度回到世界前10名。

### 2016年
大威打進溫網四強(上次大威晉級大滿貫4強，已經是2010年美網的事情了)。

### 2017年
大威在澳網冠軍賽，以4-6、4-6不敵妹妹小威廉絲，但時隔8年、2009年溫網後，再度闖入大滿貫決賽；法網止步16強賽；在溫網8強賽直落2拍落新科法網女單冠軍奧斯塔朋科，準決賽擊敗地主選手康塔，生涯第九度闖進溫布頓決賽，最後以兩盤5-7、0-6不敵狀態回穩的穆古魯扎，收下生涯第四座溫布頓亞軍。美網則於四強，以1-6、6-0、5-7輸給傷癒復出的史蒂芬斯。但本年度的表現是大滿貫賽中最穩定的球員，也達成史上最年長的大滿貫四強選手。

### 2018年
雪梨公開賽，首輪遭遇安潔莉克·克伯(Angelique Kerber) 以5-7、6-3、6-0被逆轉淘汰。2019年溫布頓網球公開賽，首輪被美國新星科科·高夫直落二擊敗。

### 2025年
7月，大威參加2025年华盛顿网球公开赛。

## 球場外的活動
大威採行純素飲食，其愛好廣泛，如：參加吉他班，聽音樂，看電影，鑽石、珠寶和黃金。最喜愛的顏色：藍色和銀灰色。最喜歡的網球運動員：桑普拉斯。最喜歡的度假地：維堡、納爾維克、布德瓦。
當大威在2003年的溫網穿著由頂級服裝設計師黛安‧馮‧佛絲登寶格（Diane von Furstenberg）所設計的綴滿珠片的網球裙走上球場時，她更像是去參加一個聚會。吊在耳朵上的大大耳環更像是圍繞著她耳垂旋轉的衛星，手腕子上也帶著漂亮的手環，大膽的連衣短裙更是符合她一貫以來充滿奇異感的風格。大威曾經入選過美國時尚雜誌《Vogue》的年度十佳著裝。
大威對時尚的態度：“無論我是在最佳還是最差著裝的名單上，只要是我的創作，那就證明我走出了一小步、抓到了一個機會，至少我知道我已經做了些不同尋常的東西。”
大威廉姆斯拥有自己的服装品牌"EleVen"，并且亲自设计该品牌的各种服饰。
在2021年上映的网球传记片中，大威由莎奈雅·席德尼扮演。

## 推動男女同工同酬
比利·簡·金之後，大威成為另一位女運動員“政治家”。澳網在1984年加入美網的行列，實現了男女獎金平等，可是另外兩個歷史最久的大滿貫——法網和溫網直到2006年還沒有為男女選手提供一樣的獎金。大威和時任WTA總裁斯科特一道為攻克這兩個最後的壁壘做出不懈努力，大威甚至還登上聯合國教科文組織的演講臺，要求實現徹底的男女平等。
終於在2007年，法網和溫網願意做出改變，在獎金上實現了男女一致。更具歷史意義的是，當年大威正是溫網女單冠軍，使她成为第一位与男选手获得相同报酬的温网女冠军。當她領到70萬英鎊的女單冠軍獎金支票時，不忘在中心球場為實現“男女平等”做出貢獻的“金夫人”和全英俱樂部致謝：“我們時刻準備著，並願意去努力實現所有層次的平等。人們願意聆聽我們的意見，相信我們的能力,這對我們來說非常重要。”

## 大满贯

### 女單冠軍（7）
| 年份 | 比賽   | 場地 | 決賽對手        | 對手國籍 | 勝方比分       |
| ---- | ------ | ---- | --------------- | -------- | -------------- |
| 2000 | 溫布頓 | 草地 |                 | 美國     | 6-3, 7-63      |
| 2000 | 美網   | 硬地 |                 | 美國     | 6-4, 7-5       |
| 2001 | 溫布頓 | 草地 | 海寧            | 比利時   | 6-1, 3-6, 6-0  |
| 2001 | 美網   | 硬地 | 塞雷娜·威廉姆斯 | 美國     | 6-2, 6-4       |
| 2005 | 溫布頓 | 草地 |                 | 美國     | 4-6, 7-64, 9-7 |
| 2007 | 溫布頓 | 草地 | 巴托莉          | 法國     | 6-4, 6-1       |
| 2008 | 溫布頓 | 草地 | 塞雷娜·威廉姆斯 | 美國     | 7-5, 6-4       |

### 女單亞軍（9）
| 年份 | 比賽   | 場地 | 決賽對手        | 對手國籍 | 勝方比分       |
| ---- | ------ | ---- | --------------- | -------- | -------------- |
| 1997 | 美網   | 硬地 | 辛吉斯          | 瑞士     | 6-0, 6-4       |
| 2002 | 法網   |      | 塞雷娜·威廉姆斯 | 美國     | 7-5, 6-3       |
| 2002 | 溫布頓 | 草地 | 塞雷娜·威廉姆斯 | 美國     | 7-5, 6-3       |
| 2002 | 美網   | 硬地 | 塞雷娜·威廉姆斯 | 美國     | 6-4, 6-3       |
| 2003 | 澳網   | 硬地 | 塞雷娜·威廉姆斯 | 美國     | 7-64, 3-6, 6-4 |
| 2003 | 溫布頓 | 草地 | 塞雷娜·威廉姆斯 | 美國     | 4-6, 6-4, 6-2  |
| 2009 | 溫布頓 | 草地 | 塞雷娜·威廉姆斯 | 美國     | 7-63, 6-2      |
| 2017 | 澳網   | 硬地 | 塞雷娜·威廉姆斯 | 美國     | 6-4, 6-4       |
| 2017 | 溫布頓 | 草地 | 蒙奎露薩        | 西班牙   | 7-5, 6-0       |

## WTA年終賽

### 單打冠軍（1）
| 年份 | 比賽     | 決賽對手   | 對手國籍 | 勝方比分       |
| ---- | -------- | ---------- | -------- | -------------- |
| 2008 | 卡達杜哈 | 芝芙娜瑞娃 | 俄羅斯   | 65-7, 6-0, 6-2 |

## 奧運會

### 女單金牌（1）
| 年份 | 比賽       | 場地 | 決賽對手 | 對手國籍 | 勝方比分 |
| ---- | ---------- | ---- | -------- | -------- | -------- |
| 2000 | 雪梨奧運會 | 硬地 | 俄罗斯   | 俄羅斯   | 6-2、6-4 |

### 女雙金牌（3）
| 年份 | 比賽       | 場地 | 搭檔            | 決賽對手                                        | 勝方比分 |
| ---- | ---------- | ---- | --------------- | ----------------------------------------------- | -------- |
| 2000 | 雪梨奧運會 | 硬地 | 塞雷娜·威廉姆斯 | Kristie Boogert Miriam Oremans                  | 6-1、6-1 |
| 2008 | 北京奧運會 | 硬地 | 塞雷娜·威廉姆斯 | 安娜貝爾·梅迪納·嘉利葛絲 維吉尼亞·勞諾·帕斯奎爾 | 6-2、6-0 |
| 2012 | 倫敦奧運會 | 草地 | 塞雷娜·威廉姆斯 | 安卓莉雅·哈拉瓦科娃 露絲·哈迪卡                 | 6-4、6-4 |

### 混雙銀牌（1）
| 年份 | 比賽       | 場地 | 搭檔        | 決賽對手                     | 勝方比分           |
| ---- | ---------- | ---- | ----------- | ---------------------------- | ------------------ |
| 2016 | 里約奧運會 | 硬地 | 拉傑夫·拉姆 | 傑克·索克 比丹妮·瑪蒂克-桑茲 | 63-7、6-1、110:7-0 |

## WTA巡迴賽

### 單打冠軍（49）

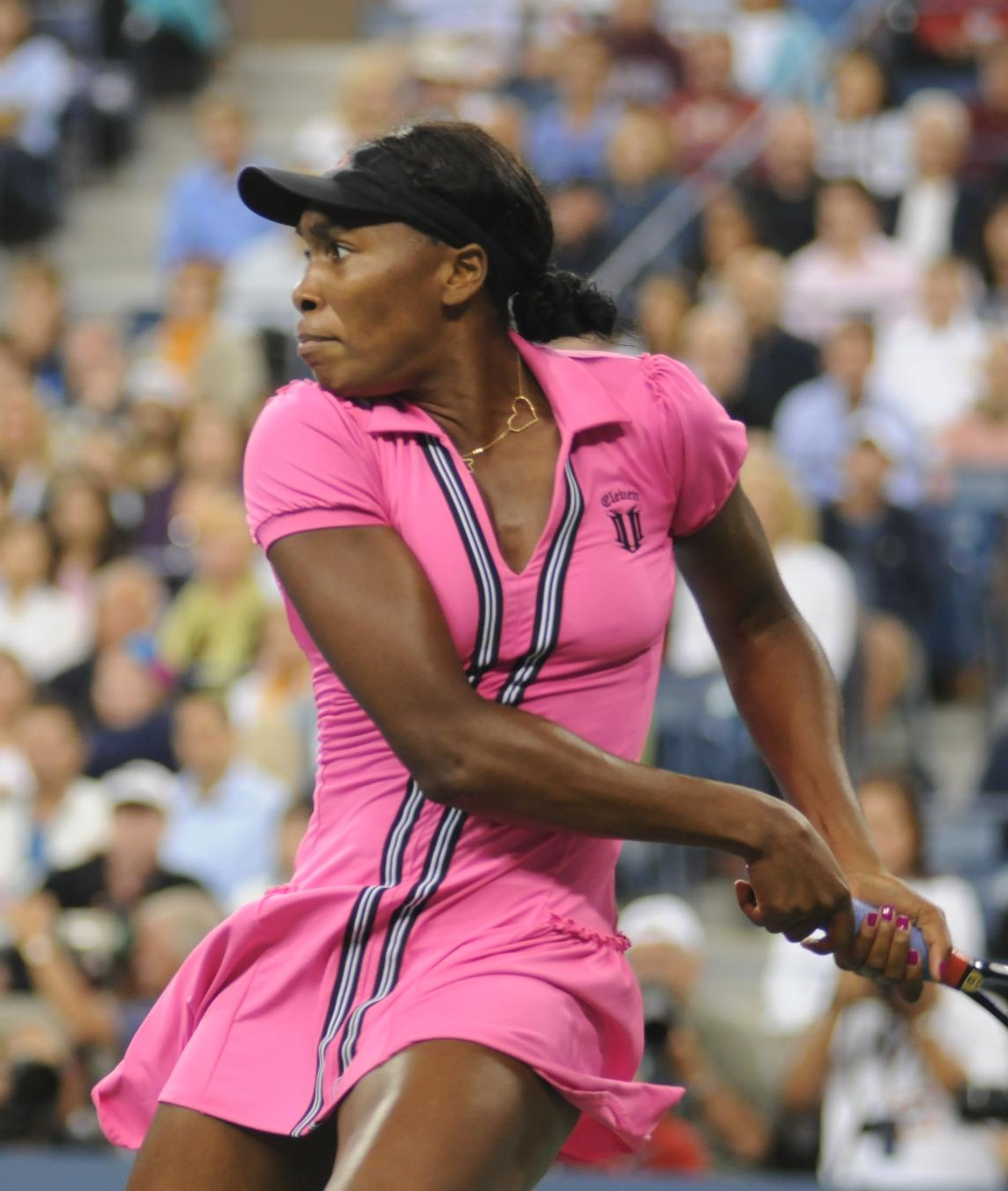
维纳斯·威廉姆斯

- 1998年 (3) - 奧克拉荷馬城（美國國家室內錦標賽）、邁阿密一級賽（比斯坎灣立頓錦標賽）、大滿貫盃
- 1999年 (6) - 奧克拉荷馬城（美國國家室內錦標賽）、邁阿密一級賽（比斯坎灣立頓錦標賽）、漢堡、羅馬一級賽（意大利國家勞工銀行賽）、紐黑文（百樂筆公開賽）、蘇黎世一級賽
- 2000年 (6) - 溫布頓、美網、悉尼奧運會、美國史丹福（西部銀行經典賽）、聖迭戈（阿庫拉經典賽）、紐黑文（百樂筆公開賽）
- 2001年 (6) - 溫布頓、美網、邁阿密一級賽（新力愛立信公開賽）、漢堡、美國聖迭戈（阿庫拉經典賽）、紐黑文（百樂筆公開賽）
- 2002年 (7) - 黃金海岸（Mondial澳洲女子硬地賽）、巴黎（蘇伊士環能公開賽）、安特衛普（Proximus Diamond Games）、美國埃米莉島（博士倫錦標賽）、史丹福（西部銀行經典賽）、聖迭戈（阿庫拉經典賽）、紐黑文（百樂筆公開賽）
- 2003年 (1) - 安特衛普（Proximus Diamond Games）
- 2004年 (2) - 美國查爾斯頓一級賽（家庭生活圈盃）、華沙（J&S盃）
- 2005年 (2) - 伊斯坦堡盃、溫布頓
- 2007年 (3) - 孟菲斯（Cellular South Cup / 美國國家室內錦標賽）、溫布頓、首爾（Hansol韓國公開賽）
- 2008年 (3) - 溫布頓、蘇黎世、WTA年終賽
- 2009年 (2) - 迪拜超五賽（巴克萊杜拜錦標賽）、阿卡普尔科（墨西哥公開賽）
- 2010年 (2) - 迪拜超五賽（巴克萊杜拜錦標賽）、阿卡普尔科（墨西哥公開賽）
- 2012年 (1) - 盧森堡城（盧森堡富通集團錦標賽）
- 2014年 (1) - 迪拜超五賽（巴克萊杜拜錦標賽）
- 2015年 (3) - 奥克兰（ASB精英赛）、武汉超五赛（武汉网球公开赛）、珠海（WTA超級精英賽）
- 2016年 (1) - 高雄（台灣公開賽）

### 雙打冠軍（22）
- 1998年 (2) - 奧克拉荷馬城（美國國家室內錦標賽）、蘇黎世一級賽
- 1999年 (3) - 法網、美網、漢諾威
- 2000年 (2) - 溫布頓、悉尼奧運會
- 2001年 (1) - 澳網
- 2002年 (1) - 溫布頓
- 2003年 (1) - 澳網
- 2008年 (2) - 溫布頓、北京奧運會
- 2009年 (4) - 澳網、溫布頓、史丹福（西部銀行經典賽）、美網
- 2010年 (3) - 澳網、馬德里皇冠賽、法網
- 2012年 (3) - 溫布頓、伦敦奥运会
- 2016年 (1) - 溫布頓

### 混雙冠軍（2）
- 1998年 (2) - 澳網、法網

### 團隊

#### 聯邦盃
除了職業賽事成就不俗外，雲露絲·威廉絲多次代表美國參加联合会杯（1999年、2003-05年），共奪得1次冠軍。
- 1999年決賽，勝 俄羅斯 4：1
- 按：協會盃是一年一度女子網球的世界團體錦標賽，是國際網球比賽中最高水平的團體賽。

## 外部連結
- 维纳斯·威廉姆斯在国际奥林匹克委员会的资料
- 官方网站
- 维纳斯·威廉姆斯的国际女子网球协会官方資料（英文）
- 维纳斯·威廉姆斯的國際網球總會 職業／青少年 官方資料（英文）
- Fed Cup - Player profile - Venus WILLIAMS (USA) （页面存档备份，存于）
- Venus WILLIAMS | Olympic Athlete | Athens 2004, Beijing 2008, London 2012, Sydney 2000 （页面存档备份，存于）
- 维纳斯·威廉姆斯在互联网电影资料库（IMDb）上的資料（英文）